# Reserva Forestal Los Santos
Das Reserva Forestal Los Santos (dt.: „Waldreservat Los Santos“) ist ein Schutzgebiet in Costa Rica. Es wird mit der Área de Conservación Central und der Área de Conservación La Amistad Pacífico verwaltet. Es wurde 1975 durch Erlass 5389-A gegründet.
Das Waldschutzgebiet umgibt den Parque Nacional Los Quetzales.

## Geographie
Der Park liegt südöstlich von San José in der Provinz San José und umfasst 561,032 km².

## Ramsar-Schutzgebiet
Ein Teil des Ramsar-Schutzgebietes Turberas de Talamanca liegt innerhalb des Parkgebiets und erstreckt sich darüber hinaus auf Nationalpark Chirripó, Parque Nacional Los Quetzales, Reserva Forestal Río Macho, Reserva Biológica Cerro Vueltas und Parque Nacional Tapantí.